# Критий (Платон)
«Критий» (греч. Κριτίας) — один из поздних диалогов Платона, содержащий рассказ о могущественном островном государстве Атлантида и его попытке завоевать древнее Афинское государство.
«Критий» является продолжением диалога «Тимей», и дошёл до наших времён незавершённым. В составе предполагавшейся Платоном трилогии диалогов, в которую должны были входить «Тимей» и «Критий», за «Критием» должен был следовать диалог «Гермократ». Но последний, как принято считать, так и не был написан.
Участники диалога — те же, что и в «Тимее»: Сократ, Тимей, Критий, Гермократ.

## Содержание
Критий сообщает о войне, произошедшей 9 тысяч лет назад между Атлантидой (большим островом по ту сторону Геркулесовых столбов) и «нашим царством», то есть Грецией (108e).

### История Атлантиды
Когда боги разделили по жребию поверхность Земли, то Греция досталась богине Афине, а Атлантида Посейдону (113c). Критий сообщает, что Атлантида была больше Азии и Ливии (108е). Посейдон и его возлюбленная — смертная девушка по имени Клейто (дочь Эвенора и Левкиппы) — пять раз произвели на свет по паре близнецов мужского пола. Посейдон вырастил их и назначил каждому из них часть острова, поделив всю Атлантиду на десять частей. Самому старшему из сыновей — тому, кто родился первым в самой первой паре близнецов, — Посейдон назначил наилучшую и наибольшую долю, отдав ему дом матери и окрестные владения; и поставил этого старшего сына царём над остальными сыновьями. Остальных сыновей он назначил архонтами (114a).
Имя старшего сына, который был поставлен царём над другими сыновьями и, соответственно, над всем островом, было Атлант, и в честь его имени были названы «и остров, и море, что именуется Атлантическим». От Атланта произошёл «особо многочисленный и почитаемый род, в котором старейший всегда был царём и передавал царский сан старшему из своих сыновей, из поколения в поколение сохраняя власть в роду». Власть атлантов распространялась на восток до Тиррении и Египта (114с).

### География Атлантиды
Центральная равнина острова простиралась в длину на 3 тысячи стадиев (540 км), в ширину — на 2 тысячи стадиев (360 км), центром острова являлся холм, расположенный в 50 стадиях (8—9 километров) от моря (118a). Посейдон для защиты обнёс его тремя водными и двумя сухопутными кольцами; атланты же перекинули через эти кольца мосты и прорыли каналы, так что корабли могли по ним подплывать к самому городу или, точнее, к центральному острову, имевшему 5 стадиев (несколько менее километра) в диаметре. Армия атлантов состояла из 10 000 колесниц и 1200 кораблей (119b). 
На острове располагался храм Посейдона в 1 стадию длиной, 3 плетра (90 м) шириной и высотой. Внутрь храма была помещена статуя бога на колеснице, запряженной шестью крылатыми конями, а также сто нереид на дельфинах.
Платон уделяет очень много места описанию неслыханного богатства и плодородия острова, его густонаселённости, богатого природного мира, где обитали даже слоны и добывался минерал орихалк (114е).

### Гибель Атлантиды
Благодаря обилию природных богатств острова и мудрому правлению потомков Посейдона — государя и архонтов — государство Атлантида укреплялось и процветало. Но со временем «унаследованная от бога природа» истощалась, «многократно растворяясь в смертной примеси, и возобладал человеческий нрав». И тогда атланты «оказались не в состоянии выносить своё богатство и утратили благопристойность» и погрязли в роскоши, алчности и гордыне. 
Последняя дошедшая до нас часть диалога описывает то, что верховный бог Зевс решил наложить кару на народ атлантов, «впавший в столь жалкую развращённость». Для этого он созвал всех богов «и обратился к собравшимся с такими словами…» — на этом месте диалог обрывается.

## Гипотезы о незаконченности диалога
Диалог Критий дошёл до нас в незаконченном виде. Насчёт этого существует несколько гипотез. Главными являются:
- Платон на самом деле закончил диалог, но концовка была утеряна и поэтому до нас не дошла.
- Платон по каким-то причинам не смог закончить диалог, хотя собирался это сделать. Предположительно, Платон мог раздумывать над окончанием и не написать его сразу; затем был вынужден заняться другими делами и отложить написание окончание «Крития», вернуться к которому он так и не смог, так как через не очень долгое время последовала его смерть.
- Платон намеренно оставил диалог незаконченным.